# Cicurina hexops
Cicurina hexops är en spindelart som beskrevs av Chamberlin och Ivie 1940. Cicurina hexops ingår i släktet Cicurina och familjen kardarspindlar. Inga underarter finns listade i Catalogue of Life.